# Nuncia María Tur
Nuncia María Tur (1940) es una botánica argentina.
Es investigadora en la "División Plantas Vasculares", Facultad de Ciencias Naturales y Museo de La Plata, de la Universidad Nacional de La Plata.
Ha trabajado en especies botánicas acuáticas y es especialista en Podostemaceae.
- 1997. Taxonomy of Podostemaceae in Argentina. Aquatic Bot. 57: 213-241

- La abreviatura «Tur» se emplea para indicar a Nuncia María Tur como autoridad en la descripción y clasificación científica de los vegetales.[1]